# Milinko Pantić
Milinko Pantic (Loznica, 5 de setembre de 1966) és un futbolista serbi, ja retirat, que ocupava la posició de migcampista.

## Trajectòria
Pantic va iniciar la seua carrera professional a les files del Partizan de Belgrad, on va estar sis temporades, del 1985 fins a 1991, quan fitxa pel Panionios NFC, de la primera divisió grega. Al conjunt d'Atenes hi va formar durant quatre campanyes, quan passa a l'Atlètic de Madrid.
La seua etapa al club matalasser va ser la més reeixida de la seua carrera esportiva. Sense ser un fitxatge massa sonat, la seua aportació va ser determinant perquè en la seua primera campanya, l'equip del Manzanares aconseguira el doblet de Lliga i Copa 95/96. Pantic va contribuir a la competició regular amb 10 gols en 41 partits, i en el del KO al marcar, de cap, el gol definitiu en la final contra el FC Barcelona. A l'any següent, el serbi va ser el màxim golejador dels madrilenys en la Champions League, amb 5 dianes. D'aquesta manera, Pantic es converteix en un dels jugadors més característics de l'Atlético durant la dècada dels 90.
L'estiu de 1998 deixa l'Atlético i fitxa pel Le Havre AC francés, on roman només un any abans de tornar al Panionios. A Atenes hi penja les botes el 2001.
Posteriorment a la seua retirada, Pantic ha estat present a l'equip indoor de l'Atlético de Madrid, així com al futbol base de l'entitat madrileny o a la direcció esportiva del CD Toledo.

## Selecció
Pantic va disputar dos partits amb la selecció de futbol de Iugoslàvia, el 1996.